# Ella (album van André Moss)
Ella is een muziekalbum van André Moss uit 1973. Jack de Nijs schreef en produceerde het album en arrangeerde het samen met Jacques Verburgt. Het album werd opgenomen in de Relight Studio in Hilvarenbeek.
De titelsong van het album, Ella, werd gekozen als tune van de televisiezender TROS en betekende de doorbraak voor Moss. Ook had hij succes met dit album dat dertien weken in de Hilversum 3 LP Top 10 stond. Hierin stond het vier weken lang op nummer 2. De elpee werd drie maal bekroond met platina en de muziekcassette eenmaal met goud.

## Nummers
| Nr. | naam                 | duur |
| --- | -------------------- | ---- |
| A1  | Ella                 | 3:00 |
| A2  | Sylvia's wedding     | 2:50 |
| A3  | La puente            | 2:50 |
| A4  | El zorro             | 2:38 |
| A5  | Sylvia's dream       | 2:37 |
| A6  | Sunday morning       | 2:47 |
| B1  | Roberto              | 2:32 |
| B2  | Rose-Valley          | 3:25 |
| B3  | Sombras              | 2:28 |
| B4  | 3000 miles from home | 3:06 |
| B5  | Soletario            | 2:56 |
| B6  | Carnival in Holland  | 1:55 |